# マルトース
マルトース（maltose）、もしくは麦芽糖（ばくがとう）は、基本的に大麦などに含まれるでんぷんを麦芽に含まれるβ-アミラーゼが分解することで生成される（モルト、Malt）に多く含まれることからこの名がある。このとき機能する酵素は60℃でもっとも活性が高くなるので、微生物が繁殖せず糖化だけが起こる。すなわち腐敗を起こさずモルトのみを得ることができる。
化学的には、グルコース2分子がα-1,4-グリコシド結合した還元性のある二糖類。デンプンの直鎖部分に相当する。化学式はC12H22O11である。水飴の主成分となっている。
デンプンやグリコーゲンなどから、α-アミラーゼ（唾液や膵液に含まれる消化酵素、EC 3.2.1.2）やβ-アミラーゼの作用により分解され生成する（γ-アミラーゼはグルコースを生成し、マルトースは生成しない）。
マルトースは、α-グルコシダーゼ (EC 3.2.1.20)、あるいは酸により、単糖類であるグルコース2分子に分解される。

## 物性
- 分子量：342.30
- 融点：102～103℃（1水和物）、108℃（無水物）
- 比旋光度：[α]D+111.7゜～+130.4゜（1水和物）、[α]D+123（無水物）
- 味：スクロース（蔗糖）の約1/3程度の甘味を持つ。

## 応用
αグルコシダーゼによる二糖類からブドウ糖への変換を阻害することにより食後高血糖を防ぐ糖尿病治療薬が複数上市されている。（αGI薬の代表:ベイスン/ベイスンOD、グルコバイ、セイブル）
また、糖を含んだ電解質輸液でも急な血糖上昇を防ぐ為にグルコースではなく、マルトースを含んだ輸液剤が上市されている。（マルトース加輸液剤の代表：ソルラクトTMR、ポタコール、マレントール、ラクトリンゲルM、アクチット）
マルトースは、グルコースに比べ、メイラード反応を起こしにくく、加熱による着色をしにくく、結晶化しにくい。またグルコースと風味が異なる。そのためキャンディー、アイスクリームなど菓子類や、佃煮など食品の甘味料としてショ糖などの代わりに用いられることがある。